# Ochna pygmaea
Ochna pygmaea är en tvåhjärtbladig växtart som beskrevs av William Philip Hiern. Ochna pygmaea ingår i släktet Ochna och familjen Ochnaceae. Inga underarter finns listade i Catalogue of Life.